# Sterlitamakskij rajon
Lo Sterlitamakskij rajon (in russo Стерлитамакский район?) è un municipal'nyj rajon della Repubblica della Baschiria, nella Russia europea.